# Qāmlū
Qāmlū (persiska: قاملو) är en ort i Iran.   Den ligger i provinsen Kurdistan, i den nordvästra delen av landet, 400 km väster om huvudstaden Teheran. Qāmlū ligger 1 852 meter över havet och antalet invånare är 713.
Terrängen runt Qāmlū är platt norrut, men söderut är den kuperad.Runt Qāmlū är det ganska tätbefolkat, med 67 invånare per kvadratkilometer. Närmaste större samhälle är Dehgolān, 13,3 km nordväst om Qāmlū. Trakten runt Qāmlū består till största delen av jordbruksmark.